# Вучитрн
Вучитрн (алб. Vushtrri или Vushtrria; серб. Вучитрн) — город на Балканском полуострове, в Косове. Согласно административно-территориальному делению Сербии входит в Косовско-Митровицкий округ автономного края Сербии Косово и Метохия. Согласно административно-территориальному делению частично признанной Республики Косово, фактически контролирующей город, является административным центром одноимённой общины Республики Косово.

## Название
Город получил своё название в честь произрастающего в окрестностях растения волчий тёрн (Ononis Spinosa).

## История
Сербский город Вучитрн вырос на руинах римского Витианума (лат. Vitianum), его успешному развитию способствовал проходивший через Вучитрн караванный путь, связующий Дубровницкую республику со Скопье (через Косовскую Митровицу и Приштину). Основание Вучитрна народное предание связывает с балканским кланом Войновичей (Војиновићи).

После злосчастной Косовской битвы 1389 года началось турецкое завоевание региона. Вучитрн был захвачен турками в период 1439—1455 гг. Вскоре он был сделан центром санджака… Под Турецким игом начался процесс албанизации Вучитрна. 
В 1689 году партизанские отряды (четы) косовских сербов, принявшие (по призыву патриарха Арсения Черноевича) деятельное участие в последнем Великом Крестовом походе, - вынуждены были навсегда покинуть родимый край. Кайзер Леопольд I расселил своих балканских союзников в различных комитатах Венгрии. (...) В войнах и пожарах пустели сербские сёла, особенно на юге страны, жители эмигрировали в Венгрию, Хорватию, Валахию, Молдавию, Украину, - а на их место перебирались албанские фисы (кланы), вступившие в союз с турками. Таким-то образом перекраивалась этническая карта...
 — пишет К. Э. Козубский. Новые пришельцы быстро освоились — и стали считать эту землю своей…
В 1873 году в Вучитрне родился албанец Хасан Бериша (Hasan Berisha), вошедший в историю как Хасан Приштина (Hasan Prishtina), один из лидеров Албанского национального движения.
В 1954 году в Вучитрне родился албанец Рахим Адеми, сделавший карьеру в Хорватской армии.
2 мая 1999 года в окрестностях города Вучитрна сербскими полицейскими и военными было убито свыше 100 косовских албанцев из числа местных беженцев.

## Население
В городе проживают 106 000 человек, из которых албанцы составляют 95,4 %.